# أنطونيو أوريجويلا
أنطونيو أوريجويلا (بالإسبانية: Antonio Orejuela)‏ هو لاعب كرة قدم إسباني في مركز الوسط، ولد في 2 ديسمبر 1960 في مدريد في إسبانيا. شارك مع منتخب إسبانيا تحت 21 سنة لكرة القدم ومنتخب إسبانيا تحت 23 سنة لكرة القدم. أما مع النوادي، فقد لعب مع أتلتيكو مدريد وأتليتيكو بالياريس وإف إس في فرانكفورت ورايو فايكانو وريال مايوركا ونادي سالامانكا ونادي غرناطة.

## وصلات خارجية
- أنطونيو أوريجويلا على موقع قاعدة بيانات كرة القدم.إي يو (الإنجليزية)
- أنطونيو أوريجويلا على موقع بيانات كرة القدم. دي إي (الألمانية)